# Сім Інесс
Сімеон «Сім» Гарланд Інесс (англ. Simeon "Sim" Garland Iness; нар. 9 липня 1930 — пом. 23 травня 1996) — американський легкоатлет, який спеціалізувався в метанні диска.

## Із життєпису
Олімпійський чемпіон з метання диска (1952).
Чемпіонського титулу США з метання диска не здобував. Срібний (1953) та бронзовий (1952) призер чемпіонату США з метання диска.
Переможець олімпійських відбіркових змагань США з метання диска (1952).
Ексрекордсмен світу з метання диска (57,93; 1953).
По завершенні спортивної кар'єри займався тренерсько-викладацькою діяльністю.